# Maurice Sère
Pour les articles homonymes, voir Sère.
Maurice Sère, né le 23 mai 1904 à La Réole et mort le 29 janvier 1985 au Bouscat, est un enseignant et résistant français, Compagnon de la Libération. 

## Biographie

### Jeunesse et engagement
Fils de cultivateurs, Maurice Sère naît le 23 mai 1904 à La Réole, en Gironde. Il clôt ses études par l'obtention d'une licence ès lettre et fait son service militaire en 1924, d'abord à l'école d'officiers de réserve de Saint-Maixent-l'École puis au sein des troupes occupant la Rhénanie. Rendu à la vie civil en 1925 avec le grade de sous-lieutenant, il entre à l'Éducation nationale où il est chargé d'enseignement.

### Seconde Guerre mondiale
Lors de la mobilisation générale en septembre 1939, il est affecté au 344e régiment d'infanterie et promu capitaine. Démobilisé après la bataille de France, il entend l'appel du général de Gaulle le 18 juin 1940 et décide d'entreprendre des actions de résistance isolée parallèlement à son métier de professeur. Il procède ainsi à la distribution de tracts anti-allemands, aide au franchissement de la ligne de démarcation et forme de petits groupes de résistant dans le département de la Gironde. Proche du mouvement Libération-Sud, il recrute essentiellement dans le milieu enseignant. En février 1943, il intègre le groupe Armée secrète (AS) où, au sein de la région B, il est chargé de l'organisation du secteur au sud de Bordeaux. À Talence, Bègles, Libourne et d'autres communes voisines, il constitue des groupes de résistants et organise des parachutages. Le 6 avril 1943, la Gestapo se présente à son domicile mais ne parvient pas à le capturer. Maurice Sère tente alors de se rendre en Espagne mais doit y renoncer, faute de moyens. Resté quelque temps dans la clandestinité en Ariège, il finit par retourner à l'organisation de l'AS en Gironde.
Promu chef de bataillon FFI, il retrouve l'un de ses anciens élèves, Marc Nouaux, délégué régional des Mouvements unis de la Résistance, avec lequel il forme le Corps-Franc de la Libération (CFL). Sère donne également des cours d'artificier et de sabotage aux hommes des maquis. Après l'arrestation et la mort de Marc Nouaux, il récupère le commandement du CFL et réalise avec lui de nombreuses actions à bordeaux et aux alentours. Il tente notamment de s'emparer des archives de la Gestapo et assure le convoyage et la protection du saboteur chargé d'empêcher les allemands de détruire le port de Bordeaux. Avec ses maquisards, il est un acteur majeur de la libération de Bordeaux et constribue après celle-ci à la mise en place des institutions et autorités du Gouvernement provisoire de la République française jusqu'à sa démobilisation le 1er juillet 1945.

### Après-Guerre
Après le conflit, il retrouve ses activités dans l'Éducation nationale et devient notamment directeur du centre de rééducation physique de Bordeaux. Maurice Sère meurt le 29 janvier 1985 au Bouscat et est inhumé à Bordeaux.

## Décorations
|  |  |  |  |  |  |  |  |  |
|  |  |  |  |  |  |  |  |  |

| Chevalier de l'Ordre de la Légion d'Honneur | Chevalier de l'Ordre de la Légion d'Honneur | Chevalier de l'Ordre de la Légion d'Honneur | Compagnon de la Libération Par décret du 17 novembre 1945 | Compagnon de la Libération Par décret du 17 novembre 1945 | Compagnon de la Libération Par décret du 17 novembre 1945 | Croix de guerre 1939-1945 | Croix de guerre 1939-1945 | Croix de guerre 1939-1945 |
| Médaille de la Résistance française         |                                             |                                             |                                                           |                                                           |                                                           |                           |                           |                           |

## Hommages
- À La Réole, une rue a été baptisée en son honneur[4].